# Mr.Children Tour 2004 シフクノオト
『Mr.Children Tour 2004 シフクノオト』（ミスター・チルドレン・ツアー にせんよん シフクノオト）は、日本のバンド・Mr.Childrenの9作目の映像作品。2004年12月21日にトイズファクトリーよりDVDで発売された。

## リリース・音楽性
通常盤のみの1形態で発売。DVD2枚組。三方背ボックス仕様となっており、128ページのフォトブック『シフクノフォト』が封入されている。
11thアルバム『シフクノオト』を引っ提げ開催されたアリーナツアー『Mr.Children Tour 2004 シフクノオト』のうち、追加公演として2004年9月11日 - 12日に行なわれた横浜国際競技場公演のライブの模様を収録している。監督は丹下紘希が務めた。また、特典映像としてツアー最終日となる9月25日に行なわれた沖縄・宜野湾海浜公園野外劇場公演と、7月17日 - 18日に行なわれた大阪城ホール公演のライブ映像を収録。
Mr.Childrenの映像作品としては、前作『wonederful world on DEC 21』以来約1年9か月ぶりとなるリリース。
本作のアートディレクターは丹下が担当。
2013年にMr.Childrenの公式YouTubeチャンネルが開設されたことに伴い、「Everything (It's you)」「天頂バス」の映像がアップロードされた。

## チャート成績
初週で約10.9万枚を売り上げ、2004年月日付のオリコン週間DVDランキングで初登場2位を獲得。

## 出演
- Mr.Children
  - 桜井和寿：Vocal & Guitar
  - 田原健一：Guitar
  - 中川敬輔：Bass
  - 鈴木英哉：Drums
- Band
  - 浦清英：Keyboards
  - 河口修二：Guitar
  - SUNNY：Keyboards

## 収録内容

### Disc 1
1. OPENING
  - ライブスクリーン映像の監督は水崎淳平（神風動画）が務めた。
  - ここで流れている曲は「Traveling Bus」というタイトルで、小林武史作曲によるものである。2008年発売の小林のソロアルバム『WORKS I』に音源が収録された。
2. 終わりなき旅
3. 光の射す方へ
4. PADDLE
  - 大阪城ホール公演のライブ映像が一部使用されている。
5. 名もなき詩
  - ツアーでは横浜国際競技場公演と宜野湾海浜公園野外劇場公演でのみ披露された。
6. 口笛
  - キーを全音下げて演奏された。
  - 曲前にMCが行なわれていたが、映像ではカットされている。
7. Everything (It's you)
  - ツアーでは横浜国際競技場公演と宜野湾海浜公園野外劇場公演でのみ披露された。
  - 本楽曲の前に「抱きしめたい」が披露されていたが、映像ではカットされている。
8. Pink 〜奇妙な夢
  - ライブスクリーン映像の監督は村田朋泰が務めた。
9. 血の管
  - ライブスクリーン映像の監督は村田朋泰が務めた。
10. 掌
  - 大サビのアレンジが変更されている。
11. ニシエヒガシエ
  - ライブスクリーン映像の監督は水崎淳平が務めた。
12. Image
13. overture ～ 蘇生

#### BONUS
1. SPECIAL LIVE at OKINAWA
  - 宜野湾海浜公園野外劇場公演での「1999年、夏、沖縄」のライブ映像。ツアーではこの公演のみでの披露となった。
  - 演奏中に桜井和寿が涙ぐむ。
2. SOCCER
  - メンバーがサッカーをしているオフショット映像。BGMはモーツァルト「アイネ・クライネ・ナハトムジーク」。

### Disc 2
1. youthful days
2. innocent world
3. くるみ
4. Any
  - ツアーでは横浜国際競技場公演でのみ披露された。
5. 天頂バス
  - ライブスクリーン映像の監督は水崎淳平が務めた。
6. HERO
7. Interview
  - 別撮りによるインタビュー映像。
8. Mirror
  - ここからアンコール。
  - ステージ前方にバンドセットを設置し演奏。
  - 曲前にMCが行なわれた。
9. MC
  - メンバー紹介が行なわれた。
10. Tomorrow never knows
  - ツアーでは横浜国際競技場公演でのみ披露された。
11. タガタメ
  - 曲前に別撮りによる桜井のインタビュー映像が挿し込まれる。
12. Sign
  - 演奏後、エンドクレジットとともにライブのエンディングの映像が流れる。BGMは「言わせてみてぇもんだ」。

#### BONUS
1. SPECIAL LIVE at OSAKA
  - 大阪城ホール公演での「花言葉」のライブ映像。ツアーでは横浜国際競技場公演と宜野湾海浜公園野外劇場公演を除く全公演で披露されていた。
2. JEN'S PHOTO
  - 鈴木英哉がツアー中に撮影した写真を収録。